# Szigetvári Városi Könyvtár
A Molnár Imre Városi Könyvtár Szigetvár egy általános gyűjtőkörű, nyilvános könyvtár, állománya több, mint 53 000 könyvet tartalmaz. Ezen könyvek között egyaránt találhatunk gyermek- és ifjúsági könyveket, szépirodalmi műveket, versesköteteket, valamint különböző újságokat és magazinokat is. A könyvek többsége kölcsönözhető, de találunk olyan régi, értékes köteteket is, amelyek kizárólag helyben olvashatóak. A könyvtár egyben e-Magyarország Pont is, a számítógép- és internethasználat biztosított az intézményben.

## A könyvtár épülete
A könyvtár kétszintes épülete a város szívében, a Mártírok útján helyezkedik el. A jól megközelíthető épület rendkívül nyugodt és békés környezetben, a vár szomszédságában található. Maga a könyvtár az épület második emeletén kapott helyet. Az alsó szinten ruhatár és a Szigetvári Várbaráti Kör ülésterme található. Az egyesület itt helyezte el a több ezer kötetből álló gyűjteményét és a helytörténeti archívumát is.

## A könyvtár szolgáltatásai
Az intézményben többféle könyvtári szolgáltatás vehető igénybe, többségük azonban csak beiratkozott olvasók számára elérhető. A könyvtár legkeresettebb szolgáltatásai a kölcsönzés, a helyben használat, valamint a fénymásolás és a nyomtatás. Kevésbé keresett, de fontos szolgáltatások továbbá a számítógép- és internethasználat, a helyismereti szolgáltatás, az információszolgálat, valamint könyvtárközi kölcsönzés, amely lehetővé teszi, hogy olyan könyvekhez is hozzáférhessenek az olvasók, amelyek nem részei a könyvtár állományának. A könyvtár legújabb szolgáltatása az úgynevezett hangoskönyvtár, amely a vakok és gyengén látók művelődését, szórakozását segíti.
A könyvtár olyan kulturális eseményeknek is otthon ad, mint például az író-olvasó találkozók, az irodalmi vetélkedők és a helytörténeti előadások.

## Elektronikus és cédulakatalógus
A könyvtárban jelenleg is folyik az elektronikus katalógus kiépítése, jelenleg az állomány körülbelül háromnegyede szerepel a számítógépes katalógusban. A könyvtár a digitális katalógus fejlesztésének befejezéséig használatban tartja a hagyományos cédulakatalógusos rendszerét.

## Könyvvásár
A könyvtár alsó szintjén, az aulában évente többször megrendezik az úgynevezett Filléres Könyvvásár nevű eseményt. Itt az olvasóknak lehetősége van megvásárolni az állományból kivont könyveket, dokumentumokat mindössze 50 forintos áron. A könyvtár ezen eseménye általában sok embert vonz, sokan érdeklődnek a kedvezményes árú könyvek iránt.